# Dobrkovice
Dobrkovice (en allemand : Dobrkowitz, de 1939 à 1945 : Doberkowitz) est une commune du district et de la région de Zlín, en Tchéquie. Sa population s'élevait à 249 habitants en 2020.

## Géographie
Dobrkovice se trouve à 15 km au sud de Zlín, à 79 km à l'est de Brno et à 258 km au sud-est de Prague.
La commune est limitée par Velký Ořechov au nord, par Kaňovice et Biskupice à l'est, par Uherský Brod au sud et Pašovice au sud et à l'ouest.

## Histoire
La première mention écrite du village date de 1360.

## Transports
Par la route, Dobrkovice trouve à 11 km de Uherský Brod, à 19 km de Zlín, à 92 km de Brno et à 317 km de Prague.